# Snöras (musikgrupp)
Snöras är ett hardcore/screamoband från Oslo, Norge.
Deras debutalbum, Heart of Weakness, släpptes sommaren 2006. Andra albumet Plague Waters släpptes år 2008 och blev i veckotidningen Morgenbladets recension hyllad som "årets norska hardcoreskiva".

## Medlemmar
Nuvarande medlemmar
- Yngve Hilmo – sång, gitarr, basgitarr, trummor (2005–)
- Mathias Nylenna – sång, gitarr (2005–)
- Marius Ergo – sång, basgitarr (2006–)
- Mads Hornsletten – trummor (2007–)

Tidigare medlemmar
- Kenneth Lamond – trummor (2005–2007)

## Diskografi
Studioalbum
- 2006 – Heart of Weakness
- 2008 – Plague Waters[2]
- 2015 – Life In The Gutter

Samlingsalbum
- 2009 – Plague Waters / H.O.W.